# Joel McKinnon Miller
Joel McKinnon Miller (Rockford, Minesota; 21 de febrero de 1960) es un actor estadounidense, conocido por interpretar a Don Embry en la serie Big Love y al detective Norm Scully en Brooklyn Nine-Nine.

## Biografía
McKinnon Miller nació en Rockford, Minnesota, el 21 de febrero de 1960. De niño tomó lecciones de canto de ópera y luego asistió a la Universidad de Minnesota Duluth, donde estudió teatro y ópera. Se retiró en 1983 para asistir a The Acting Company, pero regresó a su alma mater para terminar su Licenciatura en Teatro con Énfasis en Actuación en 2007. 

## Carrera
Antes de Big Love, el papel principal de McKinnon Miller en televisión fue el de Lyle Nubbin en tres episodios de Las Vegas. Desde 1991 también ha aparecido como estrella invitada en varias series de televisión estadounidenses, incluidas Cold Case, Murphy Brown, The Commish, Curb Your Enthusiasm, Pacific Blue, Dharma & Greg, The X Files, ER, Malcolm in the Middle, Roswell, CSI: Crime Scene Investigation, Deadwood, Six Feet Under, Desperate Housewives, Boston Legal, American Horror Story, The Closer y Everybody Loves Raymond, en el que interpretó a George, el custodio, en el episodio titulado The Faux Pas). 
El papel más importante de McKinnon Miller en el cine es en la premiada película de televisión Secret Santa de 2003. También interpretó personajes secundarios en las películas The Truman Show, Galaxy Quest, Rush Hour 2 y Men in Black II, y proporcionó la voz de Bromley en la película animada The Swan Princess. Es miembro del elenco de la serie de televisión Brooklyn Nine-Nine, como el detective Norm Scully.

## Vida personal
El 30 de diciembre de 2018, McKinnon Miller cantó el himno nacional en el U.S. Bank Stadium. Se identificó a sí mismo como un fanático de los Minnesota Vikings de toda la vida. 
Se casó con Tammy McKinnon en 1984 y vive en Los Ángeles desde 1991.

## Filmografía

### Cine
| Año  | Título                                     | Rol                   | Notas                 |
| ---- | ------------------------------------------ | --------------------- | --------------------- |
| 2016 | Soy Nero                                   | Sargentot Frank White |                       |
| 2011 | Super 8                                    | Sal Kaznyk            |                       |
| 2005 | Guess Who                                  | Guardia de seguridad  |                       |
| 2004 | Men in Black II                            | Agente                |                       |
| 2002 | Friday After Next                          | Oficial Hole          |                       |
| 2001 | Rush Hour 2                                | Tex                   |                       |
| 2001 | The Jennie Project                         | Frank                 |                       |
| 2000 | The Family Man                             | Tommy                 |                       |
| 2000 | Miracle in Lane 2                          | Bill                  |                       |
| 1999 | Galaxy Quest                               | Warrior Alien         |                       |
| 1999 | The Thirteenth Year                        | Hal                   |                       |
| 1998 | The Rat Pack                               | G-Man #1              |                       |
| 1998 | The Truman Show                            | Seguridad de Garaje   |                       |
| 1998 | Blackout Effect                            | Brian Mack            | Telefilme             |
| 1997 | The Maker                                  | Customs Officer       |                       |
| 1997 | Dead Men Can't Dance                       | Bearclaw              |                       |
| 1997 | Prison of Secrets                          | Dennis                |                       |
| 1995 | The Rockford Files: A Blessing in Disguise | Mackie                |                       |
| 1994 | The Swan Princess                          | Bromley               | Solo voz              |
| 1994 | Wagons East                                | Zack Ferguson         |                       |
| 1993 | Dream Lover                                | Ministro              |                       |
| 1993 | Mother of the Bride                        | Photographer          |                       |
| 1992 | Forever Young                              | Hombre en el pícnic   | Debut en una película |

### Televisión
| Año       | Título                              | Rol                                   | Notas                                               |
| --------- | ----------------------------------- | ------------------------------------- | --------------------------------------------------- |
| 2022      | The Staircase                       | Larry Pollard                         | Reparto recurrente                                  |
| 2013–2021 | Brooklyn Nine-Nine                  | Norm Scully, Earl Scully              | Elenco principal                                    |
| 2017      | Longmire                            | Ed Nardo                              | Episodio: "The Eagle and the Osprey"                |
| 2012–2013 | American Horror Story: Asylum       | Det. Connors                          | 3 Episodios                                         |
| 2012      | Glee                                | Richard Lavender                      | Episodio: "Dance With Somebody"                     |
| 2012      | Melissa & Joey                      | Leo Larbeck                           | 2 Episodios                                         |
| 2011      | Community                           | Store announcer                       | Voz, solo cameo. Episodio: "Celebrity Pharmacology" |
| 2011      | Bones                               | U.S. Border Agent                     | Episodio: "The Feet on the Beach"                   |
| 2010      | The New Adventures of Old Christine | Official Dutton                       | 1 Episodio                                          |
| 2006–2011 | Big Love                            | Don Embry                             | 46 Episodios                                        |
| 2005–2006 | Las Vegas                           | Lyle Nubbin                           | 3 Episodios                                         |
| 2005      | Boston Legal                        | Robert Berrin/Zozo el payaso          | Episodio: "Truly, Madly, Deeply"                    |
| 2005      | Everybody Loves Raymond             | George                                | 1 Episodio                                          |
| 2004      | Cold Case                           | Brad Atwater                          | 1 Episodio                                          |
| 2004      | Six Feet Under                      | Amigo de Tuttle con pelo a lo cepillo | 1 Episodio                                          |
| 2003      | Tremors                             | Red Landers                           | 8 Episodios                                         |
| 2001      | Curb Your Enthusiasm                | Dr. Wiggins                           | Episodio: "Shaq"                                    |
| 2001      | Nikki                               | Mr. Higgins                           | 1 Episodio                                          |
| 2000      | Spin City                           | George                                | 1 Episodio                                          |
| 2000      | ER                                  | Mr. Emerson                           | 1 Episodio                                          |
| 2000      | Malcolm in the Middle               | Oficial Carl                          | 1 Episodio                                          |
| 1999      | JAG                                 | Gary Sharps                           | 1 Episodio                                          |
| 1999      | The X-Files                         | Deputy Greer                          | Episodio: "Agua Mala"                               |
| 1998      | Rugrats                             | Dummi Bear                            | Solo voz, 1 Episodio                                |
| 1998      | Maggie                              | Mr. Dawson                            | 1 Episodio                                          |
| 1997      | Dharma & Greg                       | Hooper                                | 1 Episodio                                          |
| 1997      | Crisis Center                       | Bob                                   | 1 Episodio                                          |
| 1996      | Boston Common                       | Manager                               | Episodio: "Everybody's Stalking"                    |
| 1996      | Pacific Blue                        | Rat Man                               | 1 Episodio                                          |
| 1996      | Sister, Sister                      | Bert Walker                           | 1 Episodio                                          |
| 1996      | The Home Court                      | Primo Roy                             | 1 Episodio                                          |
| 1995      | Courthouse                          | Oficial Lucas                         | 1 Episodio                                          |
| 1995      | Picket Fences                       | Pintor                                | 1 Episodio                                          |
| 1995      | The Commish                         | Michael Muldoon                       | 2 Episodios                                         |
| 1994      | Hardball                            | Fan #1                                | 1 Episodio                                          |
| 1993      | Dream On                            | Dick Hermann                          | 1 Episodio                                          |
| 1992      | The Powers That Be                  | Reparador de teléfono                 | 1 Episodio                                          |
| 1991      | Murphy Brown                        | Joe Smith                             | 1 Episodio                                          |